# Excélsior
Excélsior é um jornal de publicação diária mexicana fundado em 1917. É o segundo mais antigo, depois de El Universal, e um dos mais importantes na Cidade do México. Foi fundado por Rafael Alducin, foi relançado em 2006 e atualmente pertence ao empresário Olegario Vázquez Raña e ao diretor editorial Pascal Beltrán del Río.